# کولتیواتور

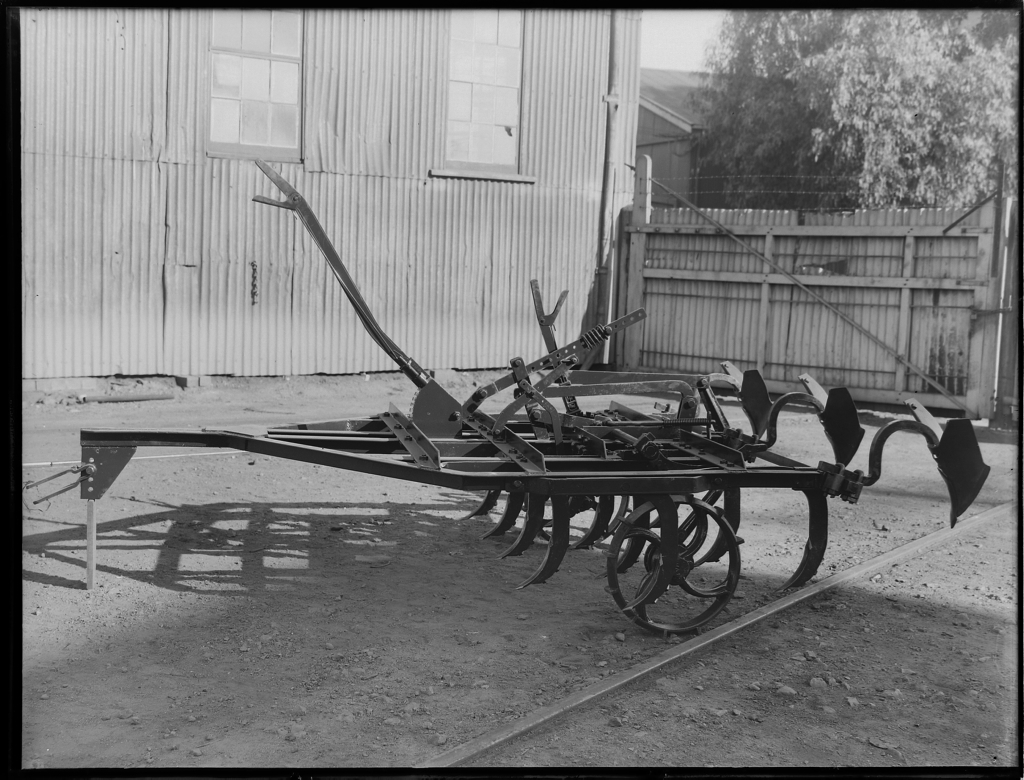

کشتکار یا کولتیواتور (به انگلیسی: Cultivator) یا (به انگلیسی: Rotavator) یکی از وسایل اصلی خاک‌ورزی ثانویه است که پشت تراکتور نصب می‌گردد. این وسیله برای آماده کردن بستر خاک جهت کاشت بذر و از بین بردن علف هرز استفاده می‌شود. کولتیواتورها معمولاً به صورت قاب‌هایی هستند که دندانه‌هایی به واسطه ساقه‌هایشان به آن متصل شده‌اند.
در زبان عامیانه و بین کشاورزان این دستگاه به پنجه غازی شهرت دارد

## کاربردها
- هوادهی خاک (مرحله خاک‌ورزی)
- آماده‌سازی بستر بذر (مرحله خاک‌ورزی)
- از بین بردن علف‌های هرز (مرحله داشت)

## انواع
انواع ساقه ای قاب‌دار:این نوع از کولتیواتور در واقع بسیار شبیه به زیرشکن است اما عمق کاری آن کمتر بوده و اصولاً در سطح خاک کار می‌کند، به تراکتور متصل می‌شود و به دنبال آن کشیده می‌شود یا هل داده می‌شود. انواع ساده و ابتدایی آن توسط انسان یا حیوان کشیده یا هل داده می‌شوند.

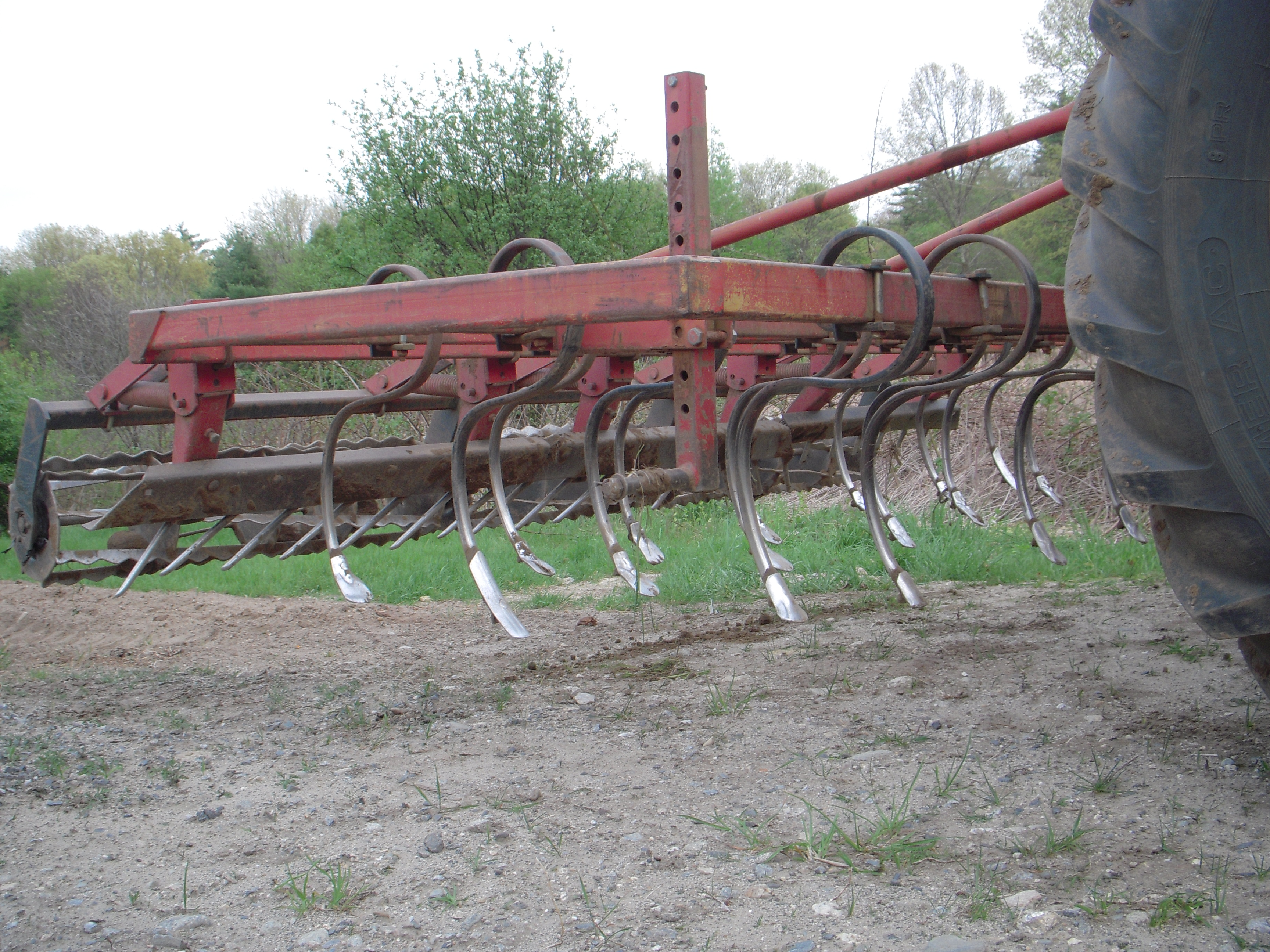
کولتیواتور فنردار

روتاری تیلر:این نوع از کولتیواتور که به خاک همزن هم معروف است در واقع دارای دیسک‌ها یا تیغه‌های دوار است، نیروی چرخشی این وسیله یا از محور توان دهی تراکتور تأمین می‌شود یا به صورت خودرو بوده و دارای موتور می‌باشد.

## انواع کلتیواتور
کلتویاتور مدل های مختلفی دارند که برا اساس شکل ساقه (که در کاربردش موثر است) تیغه و یا ابعاد آن تقسیم میشوند که مهمترین نوع تقسیم بندی بر  اساس همان ظاهر می باشد و کلتیواتور ها را به 5 گروه اصلی تقسیم می کند
- کلتیواتور پایه ثابت
- کلتیواتور فنری
- کلتیواتور پلوسی
- کلتیواتور گلدانی

البته بر اساس تیغه نیز به دو مدل بیلچه ای و پنجه غازی تقسیم می شود و همچنین برا اساس اندازه به دو مدل باغی و کشاورزی تقسیم می شد

## کاربرد کلتیواتور
اصلی ترین مهمترین کاربرد کلتیواتور ها خاک ورزی و شخم زدن عمق های میانی و عمیق خاک بدون آسیب زدن به پوشش گیاهی است که این موضوع باعث افزایش کیفیت آبیاری و هوادهی خاک می شود همچنین محصولات غده ای و ریشه ای مانند هویج، شلغم، سیب‌زمینی، تربچه و ... قابلیت رشد بهتری را پیدا می کنند